# Domenica di Sessagesima
Nella Chiesa cattolica la Domenica di Sessagesima (in latino: Sexagesima) è celebrata nella Messa tridentina circa sessanta giorni prima di Pasqua e appartiene al Tempo di Settuagesima (o Tempo di Carnevale), un tempo di preparazione alla Quaresima, in cui si iniziava l'astinenza dalle carni nei giorni feriali.

## Storia e caratteristiche
In realtà, questa domenica cade il 57º giorno (8 settimane) prima di Pasqua e deve il suo nome ad una semplificazione, che può essere spiegata storicamente. La prima domenica del tempo di Carnevale ad essere introdotta nel calendario liturgico fu la domenica di Quinquagesima (VI secolo). Nel VII secolo si aggiunsero altre due domeniche, la prima, che cade quasi sessanta giorni prima della Pasqua fu chiamata domenica di Sessagesima e la seconda di Settuagesima. 
La domenica di Sessagesima può cadere dal 25 gennaio al 28 febbraio negli anni comuni o il 29 febbraio negli anni bisestili. 
Il colore liturgico di questa domenica è il violaceo. Non si canta la dossologia maggiore (Gloria), né l'Alleluia come acclamazione al Vangelo, che è sostituito dal tratto, tipico dei tempi penitenziali. 
Con la riforma liturgica di Paolo VI la domenica di Sessagesima ha lasciato il posto ad una domenica del tempo ordinario.
La domenica di Sessagesima è presente anche nel calendario luterano.